# Station Ewell West
Ewell West is een spoorwegstation van National Rail in Epsom and Ewell in Engeland. Het station is eigendom van Network Rail en wordt beheerd door South Western Railway. 